# 十万个冷笑话
《十万个冷笑话》是一部连载中的动漫，作者为寒舞，2010年6月28日起漫画在有妖气上连載。作者原構想為以後畫正式漫畫前作練習之用，至《葫蘆篇》曾停止連載，從《世界末日篇》開始重新連載，並人氣急升。动画化于2012年7月11日开始在网络视频网站连载播放，每月一集，每集约5分钟。
动漫为无厘头搞笑风格，当中恶搞改编大量中国网民所熟悉的动漫及流行元素，剧情常在不同时空间穿插切换，人物则常常「自带吐槽」。作者本人、其他漫画作者或读者都可能被画入动漫中，甚至连对话框、绘画格等外围元素都可能被用来营造搞笑效果。

## 漫画章节

### 女媧造人篇
女媧
大神，創造出起源男和起源女的人。原人物出自中國神話。
伏羲
大神。原人物出自中國神話，三皇中的伏羲氏。

### 封神榜篇
李靖(声：宝木中阳)
哪吒之父，被设定为百分百被空手接白刃。後因出場間隔太長練得可指定由誰空手接白刃。原人物出自《西游记》、《封神演义》在電影版中又延伸出了百分百被空手接白刃第二式，第二式能讓面前所有敵人同時空手接白刃，另外，其若對抗雙手無法合十的對手，則能不被空手接白刃，直接一擊斃殺。
哪吒(声：皇贞季→山新)李靖之子，其母怀孕三年六个月所生，出生时已是成年形态，拥有一次重新设定形态的机会。重新设定形态之后拥有可爱萝莉的脸型与肌肉男的身体，力大无比，喜歡賣萌。前世為太乙真人弟子靈珠子。重生復活後被太乙真人改造成了女性，但哪吒的靈魂和力量依然是個男人。更因為被師父改造成為蓮花化身，而有了新能力—藕斷絲連。原人物出自《哪吒传奇》。
王二(声：皇贞季→小爱)
李靖家仆。在動畫中被太乙真人發現其唱功，被簽成他旗下藝人。
夫人(声：蒙蒙)
李靖夫人，哪吒之母。
太乙真人(声：白客→周杰倫→SLAYERBOOM)
哪吒及其前世的师傅，不擅長取名，原為哪吒取名「李狗蛋」被李靖無視。為了在神壇上取得一職將弟子靈珠子投入陳塘李靖家中以便日後助姜子牙謀反立功。隨身帶著名片，曾派發給李靖卻因字體不端被誤認為「太2真人」。另有收藏中國象棋等非商朝所有的物品。在動畫中的李靖家發現王二的唱功，將其簽為其下藝人。現門下除哪吒外另有弟子靈瓏子。該集中使用周杰倫的口頭禪"哎喲，不錯"與不能說的秘密中彈鋼琴穿越時空的梗。並趁機宣傳周杰倫新電影《天台》。人物出自《哪吒传奇》。
靈珠子
太乙真人門下大弟子，後被投入陳塘關李靖家投胎轉世，現世為哪吒。
靈瓏子(声：金琪)
太乙真人門下二弟子，相貌奇特。
SUPER BLADE(声：山新)
本名不詳。拜太乙真人為師，被賜名SUPER BLADE(簡稱SB，中文為超賤)。本為三弟子，但因受不了太乙真人的行為第二天便以跟不上教學進度離開了。
海龍王(声：朱雀橙)
原名敖光，李靖學姐。性格自戀，自言是角色中胸部最雄偉的。因龍太子被哪吒所害前往陳塘關與李靖對質。
龍太子(声：皇贞季)
原名敖丙。誤將在沙灘上曬太陽的哪吒為女孩，原想調戲哪吒卻慘遭他的力大無窮殺害(致命的心肺甦醒術)，後被哪吒強行組裝變為獒犬(敖和丙重組後變為獒)。原人物出自《哪吒传奇》。
龟丞相(声：老湿→SLAYERBOOM)
被龍太子一起發現在沙灘上的哪吒，哪吒殺害龍太子後被嚇得脖子無法伸長。
河蟹
與龍王一同前往李靖家的生物之一。因李靖家的態度敷衍而對哪吒發動攻擊，被李靖百分百空手接白刃所制止，再被哪吒誤認為其害怕的蜘蛛而一掌打上天後消失。後被證實降落在光之國中。
姜子牙
雷震子

### 西遊篇
悟空（猴10000）
花果山之王，持有如意棒。
菩提
混世魔王

### 福禄篇
葫蘆小金剛(声：皇贞季x(6+1))
十萬個冷笑話的總主角。因蛇精錯過練丹時間而成。帥氣且能力超群，擁有各葫蘆娃的能力，並可將六娃分離出來戰鬥。現與蛇精結婚，育有一子小剛剛。經常穿越各篇章拯救世界，「起源篇」、「光之國篇」、「世界末日篇」均有出場。原人物出自《葫芦娃》。
蛇精(声：山新)
自称女王大人。對帥氣的臉蛋毫無抵抗力，當興奮的時候後就會自己吐自己槽，碰到沒法理解的事情時就會莫名感動落淚。原想將葫蘆娃練成長生不老藥，後因錯過了練丹時間令葫蘆娃合體成為葫蘆小金剛。現與葫蘆小金剛結婚了並生了一兒子。體型人身蛇尾的她也可以將蛇尾變化成雙腳。原人物出自《葫芦娃》。
老汉(声：宝木中阳)
葫芦娃们的养育人，被称呼为爷爷。是风流倜傥的美老汉。蛇精贪恋其美色将其掳走，後被眾人遺忘。原人物出自《葫芦娃》。
大娃(声：皇贞季)
福禄兄弟中的老大，只有头部能够变大，喜欢说日语，宅男。头上的葫芦壳还没卸下，後因自身头部变大失去平衡扭断颈椎而被擊敗。原人物出自《葫芦娃》。
二娃(声：皇贞季)
福禄兄弟中的老二，拥有千里眼，透视眼，還能發電。透视时看見蛇精裸體因过于兴奋流鼻血而亡。原人物出自《葫芦娃》。
三娃(声：皇贞季)
福禄兄弟中的老三，力大无穷，身体坚不可摧。後被一击擊中痔瘡而亡。原人物出自《葫芦娃》。
四娃(声：皇贞季)
福禄兄弟中的老四，火娃，能喷火。因与五娃发生争执，互斗而亡。原人物出自《葫芦娃》。
五娃(声：皇贞季)
福禄兄弟中的老五，水娃，能喷水。因与四娃发生争执，互斗而亡。原人物出自《葫芦娃》。
六娃(声：皇贞季)
福禄兄弟中的老六，能隐身，為被動技，無法發出聲音(第三季終於可以發出聲音)。因跑得过快撞上蛇精山洞大门而亡。存在感極低且對自身被動技感到自卑。原人物出自《葫芦娃》。
七娃(声：皇贞季)
福禄兄弟中的老七，道具娃，能將頭上的葫蘆當作武器拋出(容易接住)。与其他兄弟画风不同，属于港漫/JOJO风格。取下葫芦时发生大出血而亡。原人物出自《葫芦娃》。
蛤蟆精(声：小爱)
蛇精的手下，身體呈藍色，脖子上戴著附鈴鐺的紅色項圈，常將蛇精稱为大王。原人物出自《葫芦娃》。
綠蛤蟆精(声：寶木中陽)
蛇精的手下，身體呈綠色，圍著紅色領巾。原人物出自《葫芦娃》。
蠍子精(声：小爱)
番外篇中登場(動畫為葫蘆篇結尾)。設定為一個遲到的壞人，無法趕在正篇登場的悲慘角色。原人物出自《葫芦娃》。
小剛剛(声：叮當)
小金剛和蛇精的孩子，初登場為起源篇(女媧篇)。

### 一代宗師篇
黃飛鴻(聲：藤新)
與霍元甲為一對好基友，以拖油瓶著稱。喜歡為難動畫導演。
霍元甲(聲：翔之海)
與黃飛鴻為一對好基友，以拖油瓶著稱。喜歡為難動畫導演。
李大爺(聲：劉浩)
總是在最後出現，每次說話必然是事實真相，被網民戲稱「真相帝」。

### 偵探篇
靠北
映射柯南，本為一名聞名全國的偵探，在一次偵察過程中被黑衣人灌下藥水，身體縮小和小孩無異，但臉部保持中年大叔的外貌。現被阿麗博士所收留。原人物惡搞自《名偵探柯南》。
阿麗博士
映射阿笠博士，靠北的好友，在他縮小後收留他。
少年偵探團
柯嗶與同班同學組成的團體，共四人，但沒有一個正常人。

### 匹诺曹篇
匹诺曹(声：皇贞季)
说谎话鼻子变长，说实话鼻子变短。原因鼻子的特性被人嘲笑而發誓毀滅地球，後遇上白雪公主後打消念頭。原人物出自《木偶奇遇记》
猎人(声：宝木中阳)
被皇后派去杀死白雪公主的猎人，被從天而降的匹諾曹壓死。原人物出自《白雪公主和七个小矮人》。但形象与罗宾汉相似。
白雪公主(声：山新)
天生性格善良，被匹諾曹的鼻子所吸引。原人物出自《白雪公主和七个小矮人》。

### 光之國滅亡篇
傑克嘔吐曼
映射杰克奥特曼
肉絲嘔吐曼
映射艾斯奥特曼

### 世界末日篇／串串星篇
無名主角(声：阿杰)
一開始設定為沒有名字的主角，能力是吐槽，每次吐槽均有50以上的吐槽能量。在巨齒龍獸襲擊下被吐槽星人所救，頭上呆毛被改造成吐槽能力收集器。為拯救母星而努力。在大劇場版中解釋了沒有名字的原因。疑似出現再「怪獸女友」中，名為李艾斯。
鳥不拉屎大王(声：宝木中阳)
M77星雲的魔王，英文名是New Blash（鳥不拉屎的英文諧音），因與克里克洛大魔王打賭太陽系沒有高智慧生物，賭輸的就要跳PJPJ舞，由於不想跳舞所以就決定毀滅地球。原為吐槽星人，發現了比吐槽能量更強的犯二能量，是個不放小怪給主角的好BOSS。曾與葫蘆小金剛交手，本被完虐，但葫蘆小金剛因交戰14頁仍未能打敗他而不戰而退(實為作者為了拖長章節)。M77星云映射M78星云
吐槽星人(女)(声：山新)
本篇女主角，本名小蘭，性格天然呆，為了啟發主角而存在。曾因三星期沒有出場而換了衣服(實際上連身型亦豐滿了)。
吐槽星人(男)(声：皇貞季)
曾因三星期沒出場而換了衣服(實際上連演員亦被換掉)。本名泰龍，後在傳送至地球時因被女吐槽星人妒忌他的帥氣臉孔，而被打成重傷沒有再出場。
巨齒龍獸
毀滅地球的先頭部隊，身型巨大。
鳥天王(声：圖特哈蒙)
鳥不拉屎四天王之一，後在與主角交手前被鳥不拉屎大王殺掉，原因是不想給主角賺經驗升等。
不天王(声：四刀輝彰)
鳥不拉屎四天王之一，後在與主角交手前被鳥不拉屎大王殺掉，原因是不想給主角賺經驗升等。
拉天王(声：藤新)
鳥不拉屎四天王之一，後在與主角交手前被鳥不拉屎大王殺掉，原因是不想給主角賺經驗升等。
屎天王(声：SLAYERBOOM)
鳥不拉屎四天王之一，「鳥不拉屎」這四名字就是為坑他而改。剪影特小，真身比剪影更黑，每次總被其他三天王擋著身影。後在與主角交手前被鳥不拉屎大王殺掉，原因是不想給主角賺經驗升等。與被葫蘆小金剛分身出來後被遺忘的六娃同病相憐。
時光雞(声：卢恒宇→SLAYERBOOM)
電影人物(原作後來有登場)，原本是時光操作室副理，後與無名踏上了征服世界的路上。最著名的句子為「so easy, o easy, easy, asy, sy, y.」

### 大便超人篇
河神(聲：孫援朝)
性格有點天然呆，每死一次頭上就多一個光環，在《金銀斧頭特別篇》的最後，變成了奧運五環。自身是嘔吐曼的粉絲，憑他們身上的紋路就可以辨認出是哪位嘔吐曼。於《金銀斧頭特別篇》中出現。
大便超人(聲：圖騰哈蒙)
初登場於《金銀斧頭特別篇》。映射超人
狗狗俠

### 見鬼篇
大驅魔師
在多次逃跑中被誤認為驅魔師的人物。登場於81052系列
見鬼男
本名不詳，被一女鬼纏身。登場於81055《見鬼篇》系列。
女鬼
本名不詳，纏著見鬼男。登場於81055《見鬼篇》系列。

### 亞基篇
亞基

## 漫画

### 正篇
漫画正篇的话号并不连续，各篇章占用不同的号段。每话页數不定。
| 起始     | 截止   | 名称                     | 备注                                                                      |
| -------- | ------ | ------------------------ | ------------------------------------------------------------------------- |
| 1        |        |                          |                                                                           |
| 2        | 4      | 女媧造人篇               |                                                                           |
| 159      |        | 刑天                     |                                                                           |
| （待定） |        |                          | 大禹                                                                      |
| 1012     | 1021   | 哪吒出世篇               | 漫畫中1018有重疊，一為《太2真人的一日》，另為《哪吒出事》，重疊原因不詳。 |
| 5001     | 5013   | 福禄篇                   |                                                                           |
| 5500     |        | 金银斧头特别篇           |                                                                           |
| 6000     | 全一话 | 农夫与蛇                 |                                                                           |
| 10000    | 10005  | 大侠篇                   |                                                                           |
| 20000    | 20011  | 西游篇                   |                                                                           |
| 50880    | 50902  | 白雪公主篇               | 从50882開始簡稱為“50882 白雪篇”                                           |
| 50903    | 全一话 | 匹诺曹的故事             | 以前的編號是090893，作者“我在白雪篇连载开始时偷偷改过编号的”              |
| 50904    |        | 白雪篇后记               | （2014年11月9日 12:23:51）                                                |
| 59012    | 59017  | 一代宗师篇               |                                                                           |
| 80012    |        | 自掛東南技               |                                                                           |
| 80125    |        | 天马座の幻想             |                                                                           |
| 81052    | 81057  | 大驅魔師篇               | 81055 - 81056不屬於本篇。                                                 |
| 81055    | 81056  | 見鬼篇                   |                                                                           |
| 81058    |        | 大便超人篇               |                                                                           |
| 89050    | 89055  | 侦探篇                   | 89051不存在                                                               |
| 95203    | 95204  | 亚历克斯山大的日常       |                                                                           |
| 98015    | 98016  | 做夢篇                   |                                                                           |
| 99035    |        |                          |                                                                           |
| （待定） |        |                          | 黑猫警长                                                                  |
| 99800    | 全一话 | 对话框，内裤             |                                                                           |
| 99801    |        | 妖气电视篇               | 已经动画化                                                                |
| 99900    | 99902  | 怪兽女友篇               |                                                                           |
| 99951    | 99960  | 光之国．消亡篇篇         |                                                                           |
| 99961    | 99970  | 光之国．逃生之路篇       | 99970 光之国完结篇                                                        |
| 99980    | 100000 | 世界末日篇               |                                                                           |
| 100100   | 100105 | 超能会                   |                                                                           |
| 140817   |        | 十冷大电影发布会参加指南 |                                                                           |
| 150108   |        | 电影定档了哟             |                                                                           |

### 附篇
漫画附篇话号均为负数，且均为2的幂。
| #           | 名称                 | 备注     |
| ----------- | -------------------- | -------- |
| -1          | 正确使用方法（前篇） | -20      |
| -2          | 正确用法（中）       | -21      |
| -3          | 正确用法（下）       | -2log23  |
| -9          | 初中生活             | -2log29  |
| -10         | 初中生活             | -2log210 |
| -1024       | C的一天              | -210     |
| -2048       | 纯属牢骚             | -211     |
| -4096       | C的汇报              | -212     |
| -8192       | 寒舞报到             | -213     |
| -16384      | 同人章               | -214     |
| -32768      | 关于大动作           | -215     |
| -65536      | 惊喜哟               | -216     |
| -131072     | 端午特别篇           | -217     |
| -262144     | 啊你妹选3            | -218     |
| -1048576    | 一点都不内涵         | -220     |
| -2147483648 |                      | -231     |

## 动画
从2012年7月11日开始在各大视频网站上免费提供观看。

### 工作人员
| 工作     | 人员                                       |
| -------- | ------------------------------------------ |
| 原作     | 寒舞                                       |
| 出品人   | 周靖淇（有妖气总经理）                     |
| 运营总监 | 董志凌（有妖气运营中心总监）               |
| 监制     | 杨璐（有妖气责任编辑）                     |
| 导演     | 卢恒宇、李姝洁                             |
| 分镜     | 卢恒宇                                     |
| 原画     | 王强、王建华、王一博、沈凤祥、周雪、马晓东 |
| 场景     | 树小亦                                     |
| 音效     | 李姝洁、卢恒宇                             |
| 合成     | 李姝洁、卢恒宇                             |
| 音乐     | 高铭                                       |
| 剪辑     | 卢恒宇                                     |

### 每集列表

#### 第一季
| 集数  | 标题          | 播出日期                                                     |
| ----- | ------------- | ------------------------------------------------------------ |
| 1     | 哪吒篇（一）  | 2012年7月11日                                                |
| 2     | 匹诺曹篇      | 2012年9月21日（预告） 2012年9月29日 2012年12月14日（粤语版） |
| 3     | 哪吒篇（二）  | 2012年11月1日                                                |
| 4     | 福禄篇（一）  | 2012年11月30日                                               |
| 5     | 福禄篇（二）  | 2012年12月28日                                               |
| 6     | 福禄篇（三）  | 2013年2月1日                                                 |
| 7     | 世界末日篇    | 2013年3月1日                                                 |
| 8     | 世界末日篇2   | 2013年3月29日                                                |
| 番外1 | 圣斗士篇      | 2013年5月10日                                                |
| 9     | 哪吒篇（三）  | 2013年5月30日 (和第十集同步播出)                             |
| 10    | 太2真人的一天 | 2013年5月30日 (和第九集同步播出)                             |
| 11    | 世界末日篇3   | 2013年7月2日                                                 |
| 12    | 作者的一天    | 2013年8月1日                                                 |

#### 第二季
| 集数  | 标题                 | 播出日期       |
| ----- | -------------------- | -------------- |
| 1     | 大便超人篇           | 2013年12月31日 |
| 2     | 世界末日篇（4）      | 2014年1月28日  |
| 3     | 哪吒篇（4）          | 2014年2月27日  |
| 4     | 世界末日篇（5）      | 2014年3月31日  |
| 5     | 一代宗師篇（3）      | 2014年4月30日  |
| 6     | 世界末日篇（6 完結） | 2014年5月30日  |
| 7     | 西遊篇（1）          | 2014年6月27日  |
| 8     | 西遊篇（2）          | 2014年7月31日  |
| 9     | 西遊篇（3）          | 2014年8月29日  |
| 10    | 我的女友是怪兽篇     | 2014年9月30日  |
| 11    | 妖气电视篇           | 2014年10月31日 |
| 12    | 女媧篇               | 2014年12月4日  |
| 13    | 大侠篇               | 2014年12月30日 |
| 番外2 | 枪神篇               | 2015年2月13日  |

#### 第三季
| 集数  | 标题                | 播出日期       |
| ----- | ------------------- | -------------- |
| 1     | 哪吒篇终            | 2015年12月31日 |
| 2     | 封神篇（一）        | 2016年1月15日  |
| 3     | 一代宗师篇          | 2016年2月1日   |
| 4     | 河神篇1             | 2016年2月15日  |
| 5     | 河神篇2             | 2016年3月1日   |
| 6     | 篮球王子篇          | 2016年3月15日  |
| 7     | 串串星篇3           | 2016年4月1日   |
| 8     | 大侠篇2             | 2016年4月14日  |
| 9     | 大侠篇3             | 2016年4月30日  |
| 10    | 大侠篇4             | 2016年5月15日  |
| 11    | 超能会              | 2016年6月1日   |
| 12    | 怪兽女友篇2         | 2016年6月15日  |
| 13    | 怪兽女友篇3         | 2016年7月1日   |
| 14    | 怪兽女友篇4         | 2016年7月15日  |
| 15    | 怪兽女友篇5         | 2016年7月31日  |
| 16    | 白雪公主1           | 2016年8月14日  |
| 17    | 白雪公主2           | 2016年9月1日   |
| 18    | 白雪公主3           | 2016年9月14日  |
| 19    | 白雪公主4           | 2016年9月30日  |
| 20    | 白雪公主5           | 2016年10月15日 |
| 21    | 白雪公主6           | 2016年11月15日 |
| 22    | 白雪公主7           | 2016年11月15日 |
| 23    | 白雪公主8           | 2016年12月1日  |
| 24    | 刑天篇              | 2016年12月15日 |
| 25    | 菊花女篇            | 2016年12月30日 |
| 26    | 西遊篇4             | 2017年1月15日  |
| 27    | 西遊篇5             | 2017年2月15日  |
| 28    | 白雪公主篇9         | 2017年3月1日   |
| 29    | 勇者篇              | 2017年3月15日  |
| 30    | 白雪篇最終回        | 2017年4月1日   |
| 31    | 初中生活篇          | 2017年4月15日  |
| 32    | 怪獸女友篇6         | 2017年4月28日  |
| 33    | 怪獸女友篇7         | 2017年5月15日  |
| 34    | 串串星篇4           | 2017年6月1日   |
| 35    | 初中生活篇2         | 2017年6月15日  |
| 36    | 怪獸女友篇8         | 2017年7月1日   |
| 37    | 怪獸女友篇9         | 2017年7月6日   |
| 38    | 串串星篇5           | 2017年7月13日  |
| 39    | 串串星篇6           | 2017年7月20日  |
| 40    | 串串星篇最終章      | 2017年7月27日  |
| 41    | 西遊篇6             | 2017年8月3日   |
| 42    | 西遊篇7             | 2017年8月10日  |
| 43    | 小金剛的消失篇1     | 2017年8月17日  |
| 44    | 小金剛的消失篇2     | 2017年8月24日  |
| 45    | 怪獸女友篇10        | 2017年8月31日  |
| 46    | 怪獸女友篇11        | 2017年9月7日   |
| 47    | 怪獸女友篇12        | 2017年9月14日  |
| 48    | 偵探篇3             | 2017年9月21日  |
| 49    | 怪獸女友篇13        | 2017年9月28日  |
| 番外3 | 超能會篇2 創世之初  | 2017年10月26日 |
| 番外4 | 選角篇 就決定是你了 | 2017年11月27日 |
| 番外5 | 物理篇 空手接白刃   | 2017年12月27日 |

## 电影
电影版于2015年1月1日上映。
2017年5月21日，《十萬個冷笑話2》在法國坎城舉辦了定檔發布會，於2017年8月18日上映。

## 获得奖项
- 2012年首届中国（成都）微电影节 - 最佳动漫配音奖。[4]
- 第六届土豆映像节 - 最佳网络剧奖。[5][6]

## 其他
在2020年9月10日，十万个冷笑话被上海美术电影制片厂告侵权，并赔偿50万元。